# Lomas de Amancaes
Las Lomas de Amancaes  son un ambiente natural limeño que surge del encuentro entre las estribaciones costeras y la neblina invernal. Fueron reconocidas en 2013 como Ecosistema Frágil por el Ministerio de Agricultura y Riego del Perú y desde el 2019 forman parte del Área de conservación regional Sistema de Lomas de Lima. Abarcan los actuales distritos limeños del Rímac, Independencia y San Juan de Lurigancho.
Al igual que las demás lomas costeras del Perú, las Lomas de Amancaes presentan condiciones ambientales extremas, tales como áreas muy limitadas de distribución, marcada variación estacional y reducidas precipitaciones. La flora y fauna de este ecosistema han desarrollado adaptaciones para sobrevivir a estas condiciones particulares.
Las lomas brindan importantes beneficios a los seres humanos, tales como aprovisionamiento de madera y alimento, regulación  del ambiente mediante la captura de agua de las neblinas, evitan la erosión en las quebradas mediante la vegetación que sostiene el terreno con sus raíces y funcionan también como un banco de semillas.
La conservación de las lomas se encuentra amenazada por distintos factores antrópicos, principalmente las invasiones y el tráfico de terrenos en distintos sectores, la minería desregulada y el pastoreo. A ello se suma la trocha abierta para la implementación del proyecto de ampliación y mejoramiento de los sistemas de agua potable y alcantarillado, la cual, a decir de abogados ambientalistas, habría facilitado el traslado de materiales por parte de los invasores.

## Flora
El paisaje de las Lomas de Amancaes está compuesto por formaciones rocosas que se cubren de vegetación durante los meses de invierno, entre agosto y diciembre. Entre las especies de flora propias de este ecosistema se encuentran mitos, taras, cactus, ortigas negras, caihuas, papas y tomates silvestres.
El nombre de las lomas hace referencia a la Flor de Amancaes. En tiempos de la colonia esta flor amarilla era abundante en el valle de Amancaes, en el Rímac, donde se realizaba la Fiesta de Amancaes hasta inicios del siglo XX. Debido a ello, la flor de amancaes se convirtió en un símbolo de la ciudad de Lima.    

### Reintroducción de la Flor de Amancaes
La reinserción de la Flor de Amancaes fue realizada en 2014 por la Asociación de Protectores Ambientales de la Flor y Lomas de Amancaes, con la plantación de cien bulbos donados por las Lomas de Lúcumo.

## Estatus legal
En 2013 el ecosistema Lomas de Amancaes fue declarado como Ecosistema Frágil mediante las Resoluciones Ministeriales N° 401-2013, 404-2013 y 429-2013.

## Galería

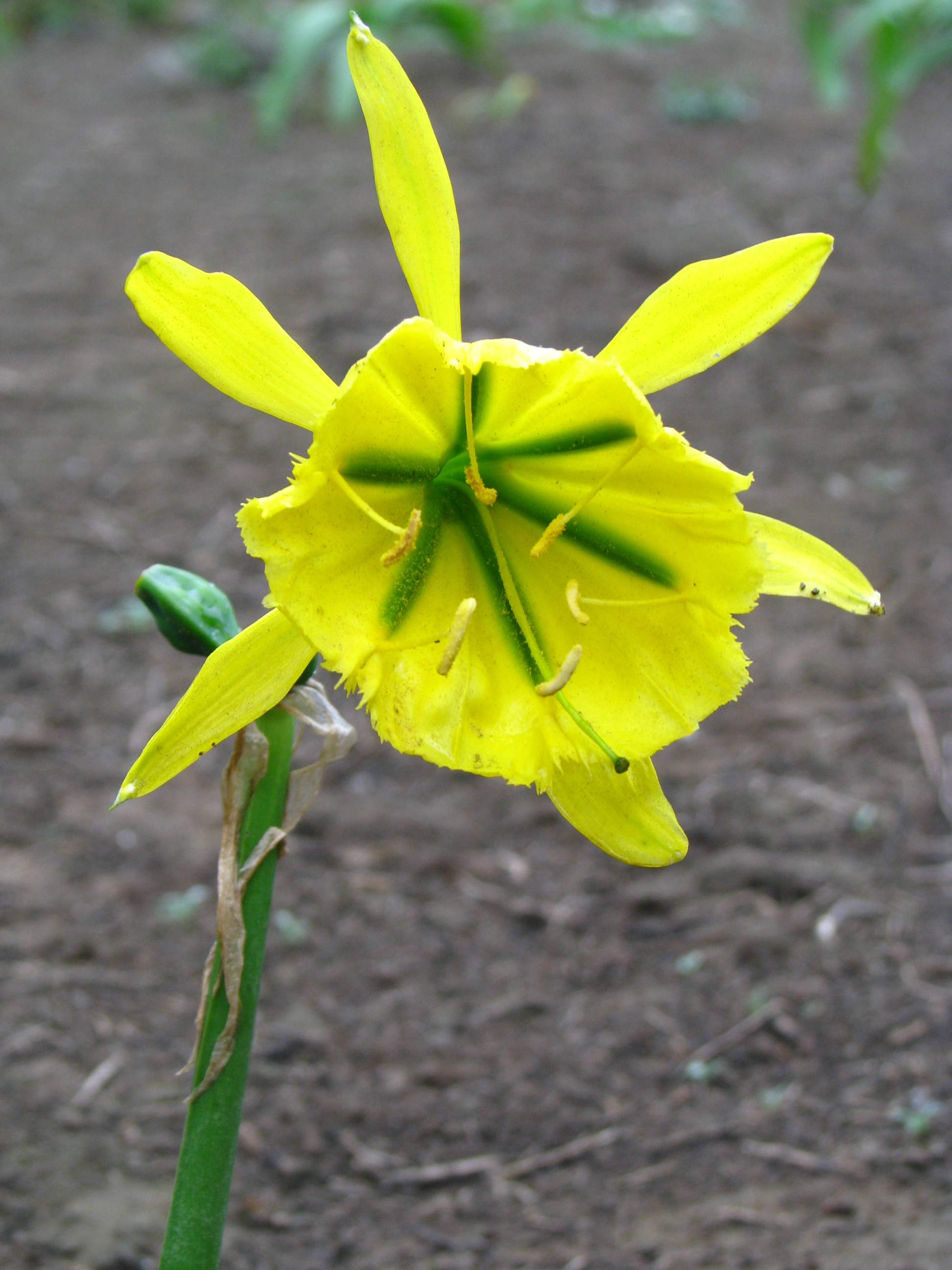
Flor de Amancaes
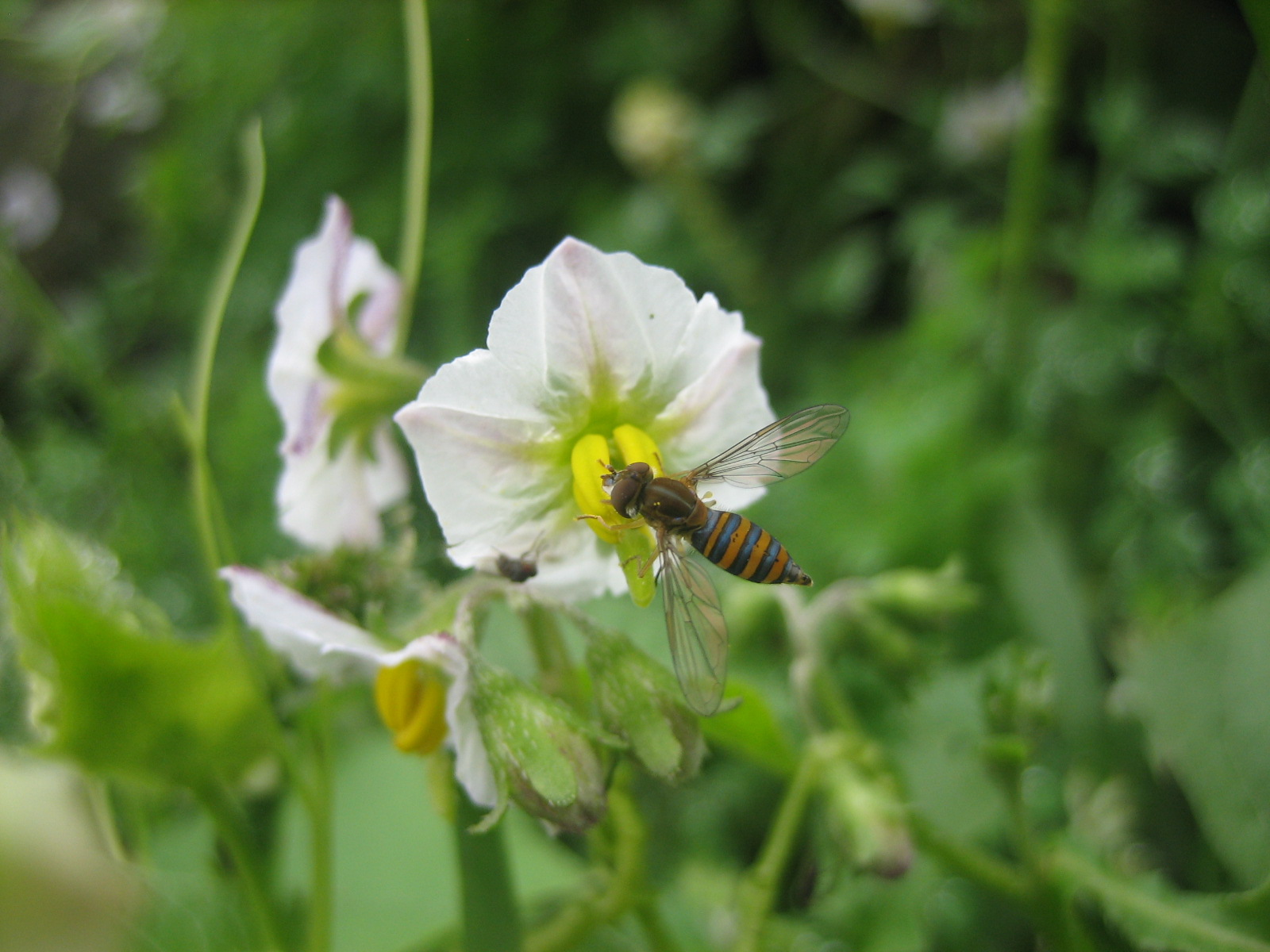
Flor de papa silvestre en plena polinización.
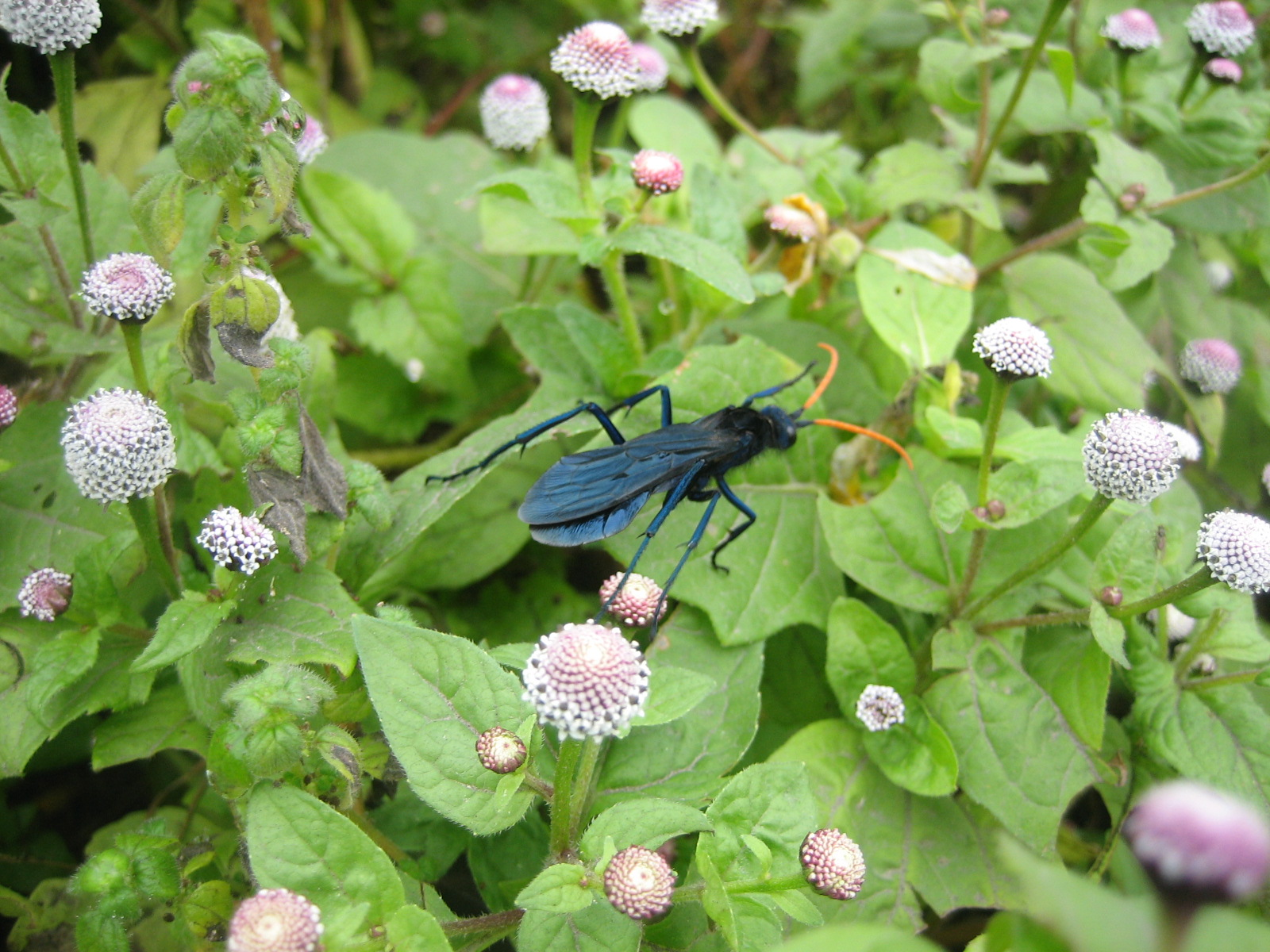
Flora y fauna de las Lomas de Amancaes
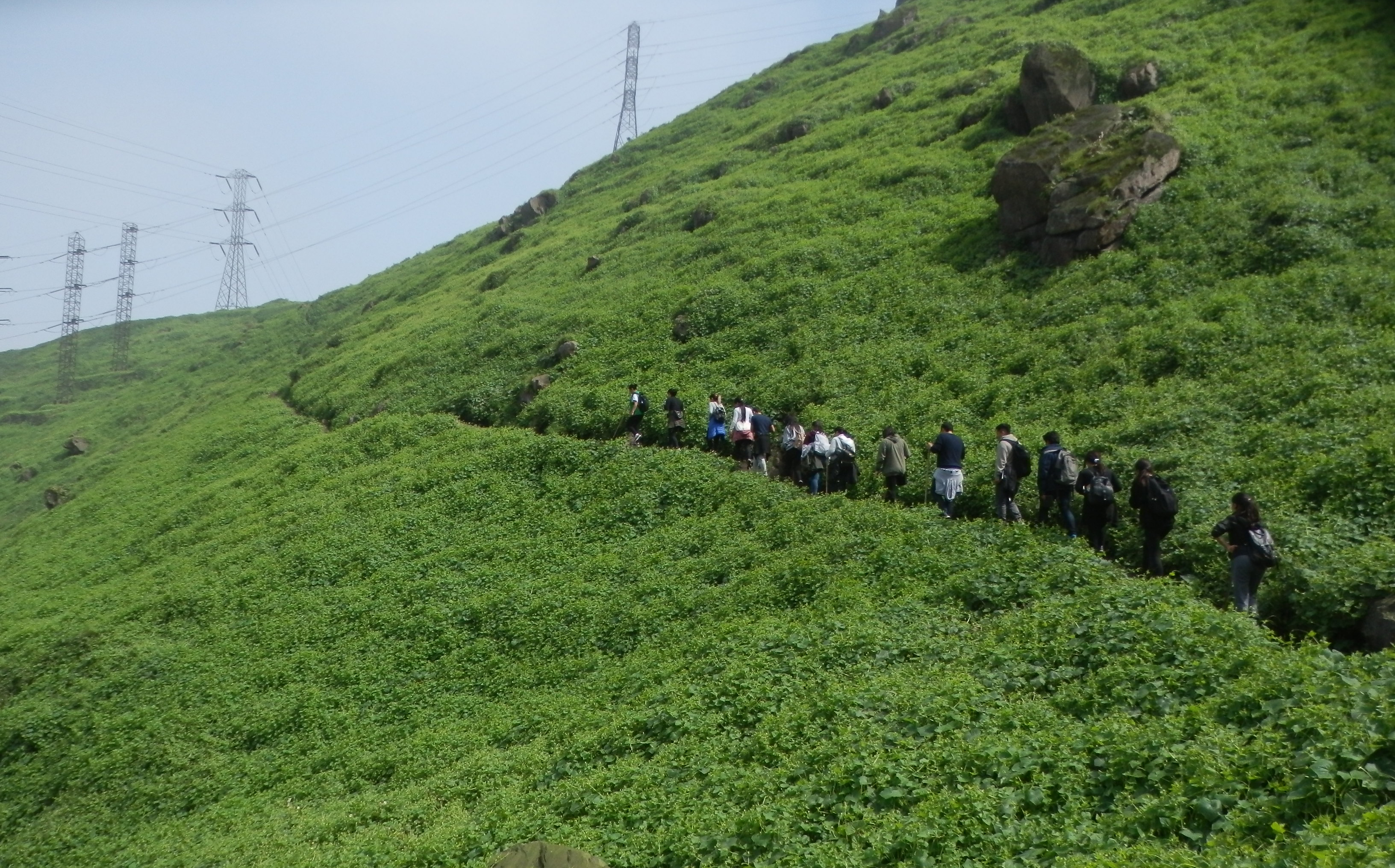
Caminata en el Circuito Ecoturistico Lomas de Amancaes - Rímac (2019)
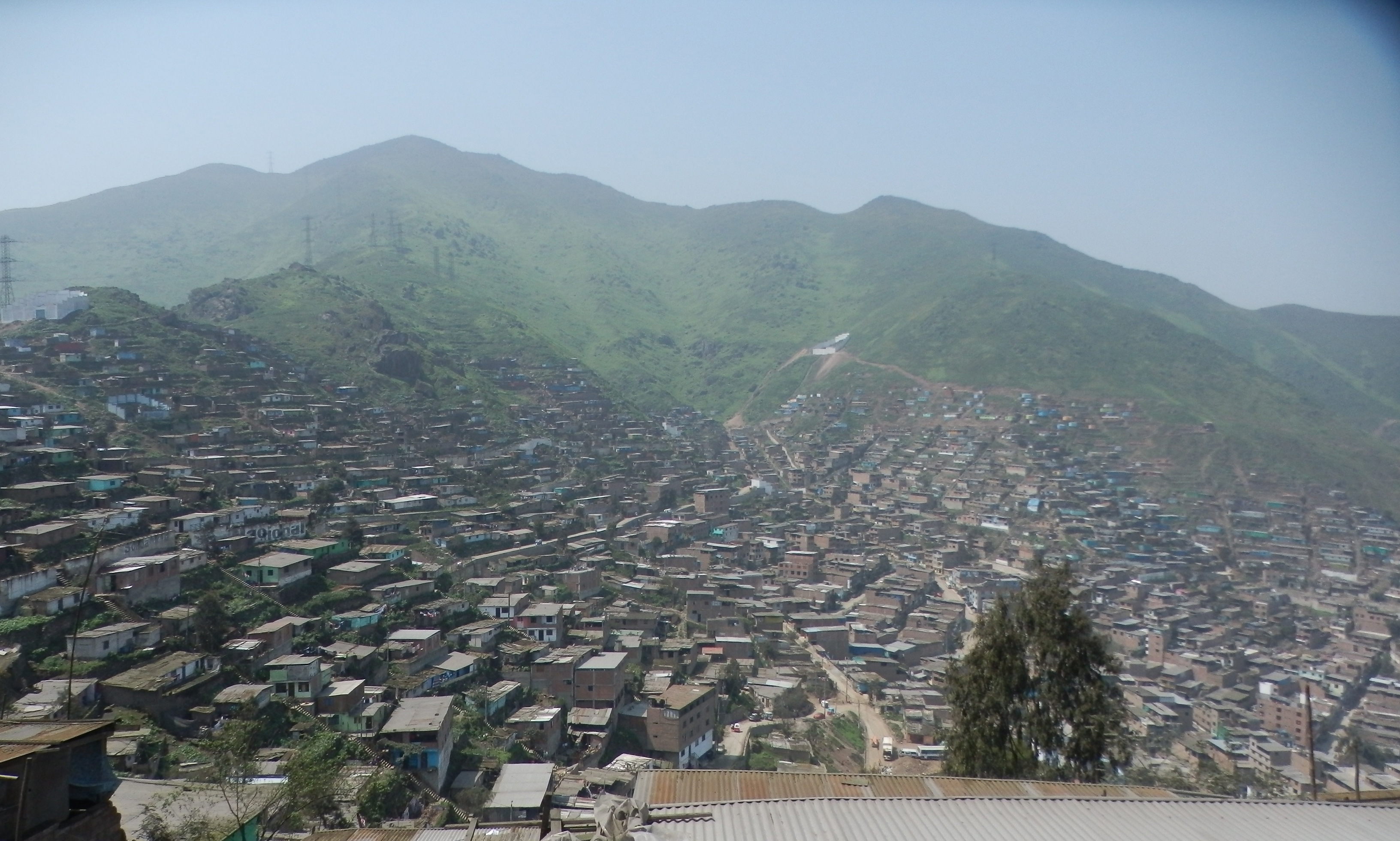
Vista Panorámica Lomas de Amancaes entre la urbanización.
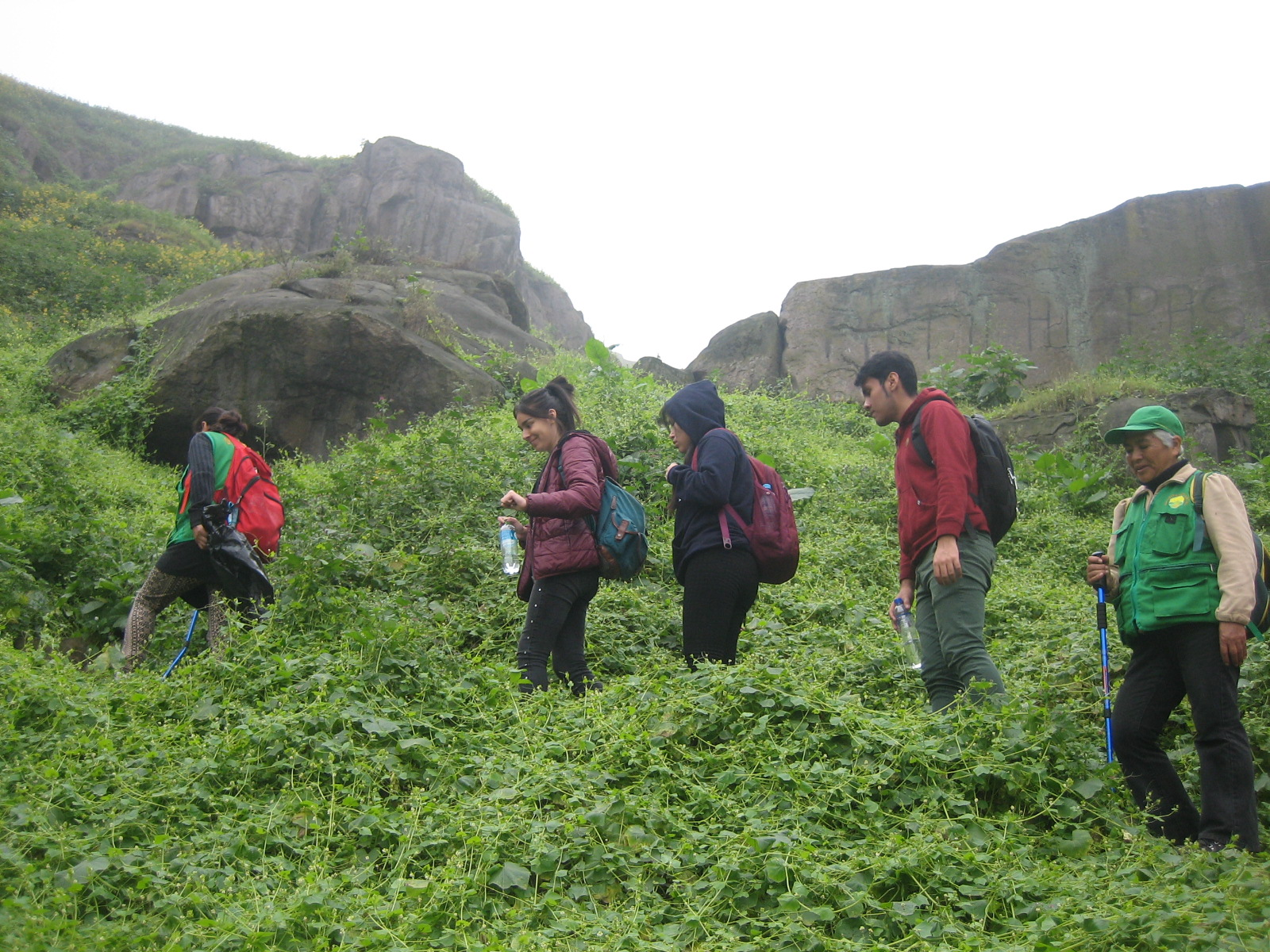
Caminata con visitantes por el Circuito Ecoturístico.